# Оллпорт (Пенсільванія)
Оллпорт (англ. Allport) — переписна місцевість (CDP) в США, в окрузі Клірфілд штату Пенсільванія. Населення — 230 осіб (2020).

## Географія
Оллпорт розташований за координатами 40°58′0″ пн. ш. 78°12′18″ зх. д. / 40.96667° пн. ш. 78.20500° зх. д. (40.966539, -78.204948).  За даними Бюро перепису населення США в 2010 році переписна місцевість мала площу 1,55 км², з яких 1,55 км² — суходіл та 0,01 км² — водойми.

## Демографія
Згідно з переписом 2010 року, у переписній місцевості мешкали 264 особи в 100 домогосподарствах у складі 80 родин. Густота населення становила 170 осіб/км².  Було 110 помешкань (71/км²).
Расовий склад населення:
| - 98,9 % — білих - 0,4 % — чорних або афроамериканців |

До двох чи більше рас належало 0,0 %. Частка іспаномовних становила 1,1 % від усіх жителів.
За віковим діапазоном населення розподілялося таким чином: 23,5 % — особи молодші 18 років, 64,8 % — особи у віці 18—64 років, 11,7 % — особи у віці 65 років та старші. Медіана віку мешканця становила 42,1 року. На 100 осіб жіночої статі у переписній місцевості припадало 87,2 чоловіків;  на 100 жінок у віці від 18 років та старших — 88,8 чоловіків також старших 18 років.
Цивільне працевлаштоване населення становило 108 осіб. Основні галузі зайнятості: освіта, охорона здоров'я та соціальна допомога — 64,8 %, публічна адміністрація — 35,2 %.